# الیموند
الیموند (به فرانسوی: Allemond) یک کمون در فرانسه است که در Canton of Le Bourg-d'Oisans واقع شده‌است.

## خصوصیات
الیموند ۴۵ کیلومترمربع مساحت و ۸۷۷ نفر جمعیت دارد.